# Jack Hopkins
Jack Hopkins (nato James P. Hopkins) (Buffalo, 17 marzo 1876 – ...) è stato un attore statunitense attivo soprattutto all'epoca del cinema muto.
Attivo dal 1911 al 1929, partecipò a molti film spaziando tra i generi drammatico, commedia, orrore, avventura, giallo, drammatico/avventura, drammatico/sport. 
Usò anche il nome di John Hopkins.

## Filmografia
- A Gay Time in Atlantic City, diretto da Arthur Hotaling, 1911;
- A Gay Time in Washington, 1911;
- The Human Torpedo, 1911;
- A Nearsighted Chaperone, 1911;
- A Hot Time in Atlantic City, diretto da Arthur Hotaling, 1911;
- Willie's Conscience, diretto da Arthur Hotaling, 1911;
- A Gay Time in New York City, 1911;
- Jack's Umbrella, 1911;
- An Actor in a New Role, 1911;
- Love's Labor Lost, diretto da Arthur Hotaling, 1911;
- Object Matrimony, 1912;
- Oliver Twist, prodotto dalla General Film Publicity & Sales Co., 1912;
- Tangled, diretto da Harry C. Mathews, 1912;
- The Wedding March, prodotto dalla Rex Motion Picture Company, 1912;
- The Debt, prodotto dalla Rex Motion Picture Company, 1912;
- For the Love of Mike, prodotto dalla Rex Motion Picture Company, 1912;
- Paul and Virginia, 1912;
- To the City, 1912;
- The Better Way, diretto da Wray Bartlett Physioc, 1913;
- The Dividing Line, diretto da Wray Bartlett Physioc, 1913;
- The Grip of Jealousy, 1913;
- The Helping Hand, 1913;
- The Worth of Man, 1913;
- I'm No Counterfeiter, 1913;
- Man and Woman, diretto da Will S. Davis, 1913;
- A Dog-Gone Baron, 1913;
- I Should Worry, prodotto dalla Ramo Films, 1913;
- The Worker, 1913;
- Cards, 1913;
- The Current, 1913;
- Wives, 1913;
- The Devil Within, diretto da Will S. Davis, con Stuart Holmes, 1913;
- In the Stretch, 1913;
- The Governor's Ghost diretto da Will S. Davis, 1914;
- The Criminal Path, 1914;
- Le avventure di Kitty Cobb, sceneggiatura di James Montgomery Flagg, 1914;
- The Seats of the Mighty, diretto da T. Hayes Hunter, 1914;
- Her Wonderful Day, 1915;
- Sunshine and Tempest, diretto da William F. Haddock, 1915;
- Life Without Soul (tratto da Frankenstein o il moderno Prometeo di Mary Shelley), diretto da Joseph W. Smiley, 1915;
- A Circus Romance, 1916;
- My Country First, 1916;
- The Conquest of Canaan, diretto da George Irving, 1916;
- The Black Butterfly, 1916;
- The Rainbow, diretto da Ralph Dean, 1917;
- The Bitter Truth, diretto da Kenean Buel, 1917;
- Queen X, soggetto di Edwin M. Stanton, diretto da John B. O'Brien, 1917;
- Daughter of Maryland, diretto da John B. O'Brien, 1917;
- American Maid, diretto da Albert Capellani, 1917;
- Zongar, 1918;
- The Unchastened Woman, diretto da William Humphrey, 1918;
- The Street of Seven Stars, 1918;
- The Inn of the Blue Moon, 1918;
- Wild Honey, diretto da Francis J. Grandon, 1918;
- The Challenge Accepted, 1918;
- Open Your Eyes, diretto da Gilbert P. Hamilton, 1919;
- A Manhattan Knight, diretto da George A. Beranger, 1920;
- The Dead Line, diretto da Dell Henderson, 1920;
- The Shadow, diretto da Jack W. Brown e J. Charles Davis, 1921;
- The Scarab Ring, diretto da Edward José, 1921;
- The Girl from Porcupine, diretto da Dell Henderson, 1921;
- The Prophet's Paradise, diretto da Alan Crosland, 1922;
- Mother Machree, 1922;
- The Broken Silence, diretto da Dell Henderson, 1922;
- Loyal Lives, diretto da Charles Giblyn, 1923;
- The Pilgrims, 1924;
- On Leave of Absence, 1924;
- Unrestrained Youth, diretto da Joseph Levering, 1925;
- Bad Luck Harry, 1926;
- The Helpless Helper, 1927;
- Una nueva y gloriosa nación, diretto da Albert H. Kelley, 1928;
- A Gentleman Preferred, diretto da Arthur Hotaling, 1928;
- Unguarded Girls, 1929;